# Anomiopsoides fedemariai
Anomiopsoides fedemariai là một loài bọ cánh cứng trong họ Bọ hung (Scarabaeidae).